# Димитар Стефанов
Димитар Стефанов (болг. Димитър Георгиев Стефанов; нар. 15 серпня 1872, Караагач, Бессарабія — пом. 12 лютого 1940, Бургас) — болгарський політик і військовий діяч.

## Біографія

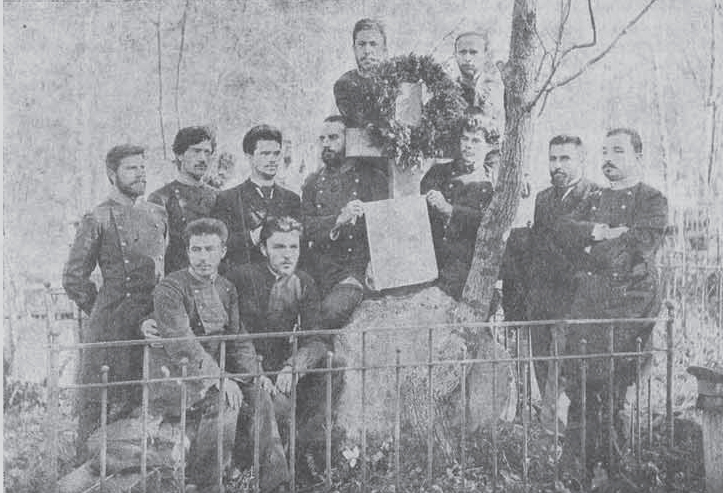
Болгарські студенти на могилі Райко Жінзіфова в Москві

Народився 15 серпня 1872 в Караагачі, Бессарабія. Отримав початкову освіту в рідному селі, а вищу — в Болграді. В 1894 закінчив юридичний факультет Московського університету, отримав звання лейтенанта російськії армії в Київському військовому училищі.
У 1897 працював дільничним суддею в Русе, а потім суддею і прокурором у Варні. На початку 1900 був призначений юрисконсультом Священного Синоду.
У травні 1903 Стефанов з загоном Яна Санданські збирається в Македонію.
Під час Балканської війни та Другої Балканської війни Стефанов стає командиром роти. Він був важко поранений в 1916 під час Другої Балканської війни, але швидко одужав і повернувся на фронт. Був нагороджений орденом «Святого Олександра» ІІ ступеня.
З 22 жовтня 1918 по 30 січня 1920 Стефанов був мером Бургаса, а потім в 1928 — муніципальним радником. Незабаром був обраний депутатом від Демократичної партії, а в 1931 став повітовим губернатором Бургаса.
Помер 12 лютого 1940 в Бургасі.